# Photophone

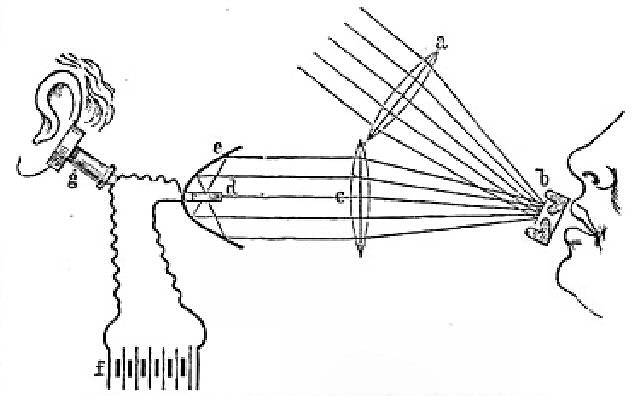
Um diagrama de um dos papéis de 1880 de Bell

O Photophone ou Fotofone, é um dispositivo de telecomunicações que permite a transmissão da fala em um feixe de luz. Foi inventado em conjunto por Alexander Graham Bell e seu assistente Charles Sumner Tainter em 19 de fevereiro de 1880, no laboratório de Bell em 1325 L Street em Washington, D.C. Ambos mais tarde se tornariam associados plenos na Volta Laboratory Association, criado e financiado pela Bell.

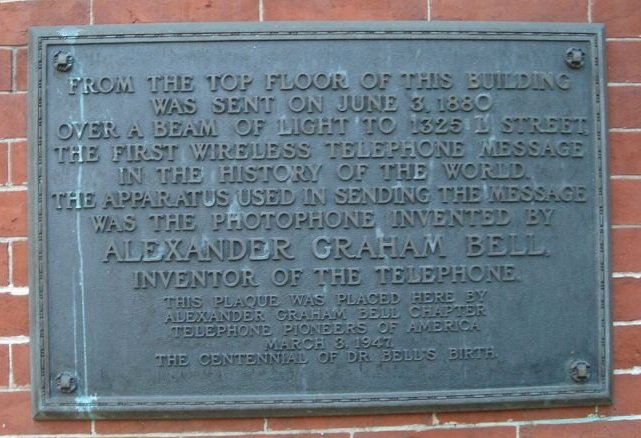
Uma placa histórica na lateral da Escola Franklin em Washington, D.C., que marca um dos pontos de demonstração do fotofone

Em 3 de junho de 1880, o assistente de Bell transmitiu uma mensagem de telefone sem fio do telhado da Franklin School para a janela do laboratório de Bell, a cerca de 213 metros de distância.
Bell acreditava que o fotofone era sua invenção mais importante. Das 18 patentes concedidas apenas em nome de Bell, e as 12 que ele compartilhou com seus colaboradores, quatro foram para o fotofone, que Bell se referiu como sua "maior conquista", dizendo a um repórter pouco antes de sua morte que o fotofone era "o maior invenção [que eu] já fiz, maior que o telefone".
O fotofone foi um precursor dos sistemas de comunicação de fibra óptica que alcançaram uso popular em todo o mundo a partir da década de 1980. A patente principal para o fotofone (Patente E.U.A. 235 199 Aparelho para Sinalização e Comunicação, chamada Photophone ) foi emitida em dezembro de 1880, muitas décadas antes de seus princípios terem aplicações práticas.

## Literatura
- Bell, A. G.: "On the Production and Reproduction of Sound by Light", American Journal of Sciences, Third Séries, vol. XX, #118, October 1880, pp. 305 – 324; also published as "Selenium and the Photophone" in Nature, September 1880.